# Gare de Kaizuka (Fukuoka)
La gare de Kaizuka (貝塚駅, Kaizuka-eki) est une gare ferroviaire de la ville de Fukuoka, dans la préfecture du même nom au Japon. Elle est exploitée par la compagnie Nishitetsu et le Bureau municipal des transports de Fukuoka. Elle est la gare-terminus de la ligne ferroviaire Nishitetsu Kaizuka et la station-terminus de la ligne Hakozaki du métro de Fukuoka.

## Situation ferroviaire
La gare de Kaizuka marque le début de la ligne Nishitetsu Kaizuka, une ligne ferroviaire privée, et la fin de la ligne Hakozaki, une ligne du métro de Fukuoka.

## Histoire
La gare a été inaugurée le 10 avril 1950. Le 1er novembre 1962, la gare adopte son nom actuel de « gare de Kaizuka ». Le 12 novembre 1986, la ligne Hakozaki du métro de Fukuoka est prolongée jusqu'à la gare et devient sa station-terminus. Le 2 mars 2011, la numérotation des stations dans le réseau de métro entre en vigueur, la station Kaizuka est numérotée « H07 ». Le 1er février 2017, la numérotation des gares sur la ligne Nishitetsu Kaizuka  entre en vigueur, la station Kaizuka est numérotée « NK01 ».

## Service des voyageurs

### Accueil
La gare dispose d'un bâtiment pour les voyageurs ouvert tous les jours, avec des guichets et des automates pour l'achat de titres de transport.

### Desserte
- Ligne de métro Hakozaki :
  - voies 1 et 2 : direction Nakasu-Kawabata (interconnexion avec la ligne Kūkō pour Meinohama)
- Ligne de train Nishitetsu Kaizuka :
  - voies 1 et 2 : direction Nishitetsu-Shingū